# Grand Prix automobile d'Arabie saoudite
Le Grand Prix automobile d'Arabie saoudite est une compétition automobile comptant pour le championnat du monde de Formule 1 depuis 2021 et courue sur le circuit de la corniche de Djeddah.
Il s'agit du deuxième Grand Prix urbain de l'histoire de la Formule 1 à se dérouler en nocturne, après celui de Singapour.

## Historique
En août 2019, les plans d'un complexe de sports motorisés permanent dans la ville de Qiddiya ont été rendus publics. Le projet a été conçu par « Test and Training International », un cabinet de conseil en sports automobiles dirigé par l'ancien pilote de Formule 1 Alexander Wurz, avec pour objectif de créer un circuit de classe mondiale capable d'accueillir toutes les catégories de la FIA jusqu'à la Formule 1. En janvier 2020, le projet d'un circuit de course à Qiddiya a été officiellement confirmé lors d'un événement où le concepteur du circuit, Wurz, est apparu aux côtés de pilotes de Formule 1 actuels et anciens qui ont eu la possibilité de conduire sur le tracé dans un simulateur de course. Au cours de l'événement, il a été confirmé que la piste avait été conçue selon les normes FIA et FIM de niveau 1. À l'époque, la Formule 1 a refusé de se prononcer sur la possibilité d'une course.
Le Grand Prix d'Arabie saoudite est apparu pour la première fois sur la première ébauche du calendrier provisoire de la saison 2021 de Formule 1, qui a été montré aux équipes lors d'une réunion de la Commission de la Formule 1, tenue en octobre 2020. Le projet de calendrier a vu les 22 courses du calendrier original 2020 reportées, avec l'ajout de l'Arabie saoudite. En novembre 2020, il a été annoncé que la ville de Djeddah accueillerait le premier Grand Prix d'Arabie Saoudite, en collaboration avec la Fédération saoudienne de l'automobile et de la moto. Le circuit urbain de Djeddah sera situé le long des rives de la mer Rouge.

## Polémiques

### Droits de l'homme
La tenue d'un Grand Prix en Arabie saoudite a provoqué une levée de boucliers de la part de nombreuses organisations non gouvernementales quant au respect des droits de l'homme. 
En 2020, Amnesty International condamne fermement l'organisation d'un tel événement en raison de la situation des droits de l'homme en Arabie Saoudite, un pays régi par la charia. 
Selon Human Rights Watch la même année, le Grand Prix et d'autres événements sportifs sont en réalité du sportswashing en arguant que « cela fait partie d'une stratégie cynique visant à détourner l'attention des violations des droits de l'homme en Arabie Saoudite ». L'Arabie saoudite affirme pour sa part que l'organisation du Grand Prix fait partie d'un processus d'ouverture au monde extérieur.
En février 2021, 45 organismes de défense des droits de l'homme ont appelé Lewis Hamilton à boycotter le Grand Prix citant le rôle de l'Arabie saoudite dans la guerre civile yéménite, sa détention de militants des droits de la femme et le meurtre du journaliste du Washington Post, Jamal Khashoggi,. 
La Formule 1 a répondu en disant que « [la Formule 1] a clairement fait connaître sa position sur les droits de l'homme et d'autres questions à tous ses partenaires et aux pays hôtes qui s'engagent à respecter les droits de l'homme dans la manière dont leurs événements sont organisés et présentés et que [la Formule 1] a travaillé dur pour être une force positive partout où elle court, y compris en termes de bénéfices économiques, sociaux et culturels ».

### Code vestimentaire
En octobre 2021, deux mois avant la tenue de la première course, les équipes auraient été destinataires d'un descriptif de code vestimentaire exigé lors de la tenue de l'événement : les hommes ne pourraient porter ni short, ni pantalon troué, ni débardeur, ni être torse nu ; les femmes, elles, ne pourraient porter robes courtes, mini-shorts, jupes, ou maillots de bain. Selon les sources, cette information aurait été envoyée par mail aux équipes,, selon d'autres, à des journalistes, d'autres affirment qu'« un internaute a reçu un dress code après avoir acheté sa place pour le GP ». Après une forte polémique, les organisateurs et les autorités saoudiennes font volte-face deux semaines plus tard et déclarent « que la priorité était de garantir que les visiteurs du nouveau circuit de Djeddah reçoivent un accueil chaleureux, plutôt que des restrictions sur ce qu'ils peuvent et ne peuvent pas porter » : « Le ministère des Sports a insisté sur le fait qu'il n'y aura pas de code vestimentaire sur le circuit ni dans aucun lieu public de Djeddah. Cela s'applique à tous, sans distinction de sexe ». Les visiteurs sont toutefois invités à respecter les « sensibilités culturelles de l'Arabie saoudite »,. Certains médias, sans contester la réalité du dress code, observent dès la fin octobre 2021 que les documents mis en ligne sur les réseaux sociaux ne semblaient pas authentiques et n'émanaient ni des autorités saoudiennes ni des organisateurs de l'événement,.

### Sécurité
Lors de la cérémonie du podium de l'ePrix de Dariya 2021, un missile tiré par des rebelles yéménites Houthis est intercepté dans le ciel de la capitale Riyad, à proximité de Dariya où se déroule l'ePrix. 
Lors de la première séance des essais libres du Grand Prix d'Arabie Saoudite 2022 de Formule 1, une attaque de drones revendiqués par les Houthis provoque l'explosion d'un dépôt pétrolier d'Aramco, sponsor principal du circuit, situé à une dizaine de kilomètres du circuit de Jeddah. 

## Palmarès
| Année | Vainqueur      | Écurie              | Circuit | Résultats |
| ----- | -------------- | ------------------- | ------- | --------- |
| 2021  | Lewis Hamilton | Mercedes            | Djeddah | Résultats |
| 2022  | Max Verstappen | Red Bull            | Djeddah | Résultats |
| 2023  | Sergio Pérez   | Red Bull-Honda RBPT | Djeddah | Résultats |
| 2024  | Max Verstappen | Red Bull-Honda RBPT | Djeddah | Résultats |
| 2025  | Oscar Piastri  | McLaren-Mercedes    | Djeddah | Résultats |

## Record sur le circuit
- Lewis Hamilton  en 1 min 30 s 734 (2021, Mercedes)